# Rafelcofer
Rafelcofer é um município da Espanha na província de Valência, Comunidade Valenciana. Tem 2 km² de área e em 2021 tinha 1 365 habitantes (densidade: 682,5 hab./km²).

## Geografia
Localizado no centro da planície do vale do rio Serpis
e à direita do curso do mesmo. O relevo é em nível e determinada elevação do sul começa somente a observar na outra mão, como nós aproximamos as saias de Gallinera, de que se fecha a horta de Gandia pelo sul. O término municipal de Rafelcofer é principalmente plano, exceto a parcela da montagem do Rabat (167m) até o trifinio com L'Alqueria de la Comtessa e La Font d'en Carròs ao sudoeste. O outro acidente físico proeminente é o barragem de Palmera,que limita o núcleo urbano pelo norte, contínuo para L'Alqueria de la Comtessa e au município que o dá ao nome. A água para a irrigação vem do rio Serpis e é distribuída por meio dos regos.

### Municípios limítrofes
O termo municipal de Rafelcofer limita com os seguintes municípios: Almoines, L'Alqueria de la Comtessa, Bellreguard, Beniarjó, Beniflà e La Font d'en Carròs, todos elos na província de Valencia.

## História
Existem vestigíos do povoamento no termo municipal de muito velho, entre os quais destaca o povoado ibérico do Rabat. Nos tempos da romanização foram as pedras com inscripção latina e os fragmentos de cerámica recolhidos esporadicamente nos arredores da montanha do Rabat e dao hermida de São Miguel. Rafelcofer pertenheceu à jurisdição do castelo de Rebollet, mais tarde ao condado de Oliva e ao ducado de Gandia. Já no século XIX e na primeira divisão provincial, foi atribuído à proví¬ncia de Alicante e ao partido judicial de Pego, até a sua incluição definitiva na província de Valência em 1847.

## Política
| Legislatura | Nome do presidente/a da câmara         | Corporação municipal |
| ----------- | -------------------------------------- | -------------------- |
| 1979-1983   | Joan Gregori PSPV                      | PSPV 5 UCD 4         |
| 1983-1987   | Joan Gregori PSPV                      | PSPV 6 AP 3          |
| 1987-1991   | Salvador Castillo (CDS) + AP           | PSPV 4 CDS 3 AP 2    |
| 1991-1995   | Joan Gregori PSPV                      | PSPV 5 CDS 3 PP 1    |
| 1995-1999   | Joan Gregori PSPV                      | PSPV 4 PP 4 UPV 1    |
| 1999-2003   | Pepa Izquierdo (BNV) + PP              | PSPV 4 PP 4 BNV 1    |
| 2003-2007   | José Peiró / Pepa Izquierdo (PP + BNV) | PSPV 4 PP 3 BNV 2    |
| 2007-2011   | Mari Carme Pérez PSPV                  | PSPV 6 PP 2 BNV 1    |

## Demografia
| 1990  | 1992  | 1994  | 1996  | 1998  | 2000  |
| 1 434 | 1 468 | 1 437 | 1 390 | 1 403 | 1 406 |
|       | 2,4%  | 2,1%  | 3,3%  | 0,9%  | 0,2%  |
| 2002  | 2004  | 2005  | 2007  | 2021  |       |
| 1 389 | 1 395 | 1 405 | 1 505 | 1 365 |       |
| 1,2%  | 0,4%  | 0,7%  | 7,1%  | 9,3%  |       |

## Economia
Até o final do século XIX foi a crescente importância relativa da uva moscatel para fazer passas, mas depois da filoxera e com a introdução intensiva de laranja, esta árvore passou a dominar a paisagem agrícola. Outras hortaliças, as batatas, feijão, milho e alfafa. A agricultura de sequeiro se refugia no sul e o percentual é de valor insignificante e econômico. A terra cultivada representa um percentual elevado. A estrutura tem uma elevada taxa de chácaras.
A ausência de indústrias têm sido animadores nos últimos anos, uma saída de determinadas camadas da população em idade activa, que migra para as áreas de produção e comercial de Oliva e Gandia.

## Monumentos
- Igreja Paroquial. Dedicada a Santo António (Sant Antoni) e São Diogo de Alcalá (Sant Diego d'Alcalà).a
- Sítio arqueológico ibérico da montanha do Rabat.
- Trinquet de Rafelcofer.